# Кидеро
Кидеро (цез. Кидиро) — село в Цунтинском районе Дагестана. Административный центр муниципального образования Сельсовет Кидеринский.

## География
Село расположено на правом берегу реки Кидеро, в 2 км к юго-востоку от центра района — села Цунта.

Ближайшие населённые пункты: на северо-востоке — село Цехок, на северо-западе — село Зехида, на юго-западе — село Эльбок, на юго-востоке — село Генух.

## История
Ликвидировано в 1944 году, а население переселено в село Эрсеной Веденского района. Восстановлено в 1957 году, после возвращения чеченцев из депортации.
Административный центр Цунтинского района с 1992 по 2017 г.

## Население
| 1869 | 1888 | 1895 | 1926 | 1939 | 1970 | 1989 |
| ---- | ---- | ---- | ---- | ---- | ---- | ---- |
| 193  | ↗265 | ↗357 | ↘283 | ↗464 | ↗531 | ↘490 |
| 2002 | 2010 | 2021 |      |      |      |      |
| ↗612 | ↗752 | ↘747 |      |      |      |      |

По данным Всероссийской переписи населения 2010 года:
| № | Национальность | Численность, чел. | Доля |
| - | -------------- | ----------------- | ---- |
| 1 | аварцы         | 10                | 1 %  |
| 2 | дидойцы        | 742               | 99 % |